# René Rensch
René Rensch (ur. 18 marca 1969 w Kyritz) – niemiecki wioślarz (sternik). Srebrny medalista olimpijski z Seulu.
Reprezentował barwy NRD. Zawody w 1988 były jego jedynymi igrzyskami olimpijskimi. Po medal sięgnął w konkurencji dwójki ze sternikiem, osadę tworzyli ponadto Mario Streit i Detlef Kirchhoff.